# Slim Dortch
„Cowboy“ Slim Dortch (* 12. April 1921 im Henry County, Tennessee, als Henry Pierce Dortch; † 11. Februar 2000 in Poplar Bluff, Missouri) war ein US-amerikanischer Country- und Rockabilly-Musiker. Obwohl Dortch eine lange Karriere hatte, ist er heutzutage in Vergessenheit geraten und nur durch zwei Singles bei Eugenia Records bekannt.

## Leben

### Kindheit und Jugend
Slim Dortch wurde auf einer Farm nahe Paris, Tennessee, geboren, auf der er bereits als Kind mithalf. Dortch hatte zwei Brüder und drei Schwestern, die ebenfalls musikalisches Talent hatten. Mit 13 lernte er Gitarre zu spielen; seine erste Gitarre baute Dortch sich aus einem Kanister und einem alten Gitarrenhals. Später nahm er an einem Talentwettbewerb teil und gewann den ersten Preis, was Dortch zu dem Entschluss führte, sich professionell als Musiker zu versuchen.

### Karriere
Dortchs erste Radioengagements kamen 1938 und schon bald reiste er durchs Land und trat bei zahlreichen Radiosendern auf. Für damalige Verhältnisse war es nicht ungewöhnlich, dass Country-Musiker von Sender zu Sender zogen, denn gerade dadurch verdienten sie ihren Lebensunterhalt. Dortch machte unter anderem in Chicago (WJJD), St. Louis (WEW) und Dallas (KRLD) halt. 
Anfang der 1940er-Jahre spielte er zeitweise mit den Modern Mountaineers, spielte aber nicht auf ihren Plattenaufnahmen, und trat im Saddle Mountain Roundup mit Stars wie Fred Rose, Fiddlin’ Arthur Smith oder Ray Whitley auf. Während des Zweiten Weltkrieges war er Soldat in der US Army, setzte aber nach seiner Entlassung seine Karriere fort. Später wurde Dortch Mitglied des Hoosier Hops auf WOWO, Fort Wayne, Indiana. In den 1950er-Jahren trat er weiterhin in den Programmen verschiedener Radiosender auf. Allgemein ist aber wenig bekannt über Dortchs Aktivitäten in dieser Zeit.
1964 tauchte Dortch wieder in Memphis, Tennessee, auf, wo er für das kleine Eugenia-Label zwei Singles einspielte. Die erste Platte erschien 1964 mit dem Rockabilly-Song Big Boy Rock auf der A-Seite und Mailing My Last Letter auf der B-Seite. Im Juni desselben Jahres folgte eine weitere Rockabilly Single mit Sixteen Miles / The Black Rose, die er als „Cowboy“ Slim Dortch einspielte. Dies sind Dortchs einzige bekannte Aufnahmen. Danach wurde es ruhiger um ihn, er stand aber weiterhin auf der Bühne.
1993 veröffentlichte Dortch das Album Below the Dixie Line. Seine letzten Jahre verbrachte Dortch in Missouri, wo er im Jahr 2000 starb.

## Diskographie

### Singles
| Jahr | Titel                                 | Label #        |
| ---- | ------------------------------------- | -------------- |
| 1964 | Big Boy Rock / Mailing My Last Letter | Eugenia 1001   |
| 1964 | Sixteen Miles / The Black Rose        | Eugenia 1001   |
|      | ? / ?                                 | Lightning Ball |
|      | ? / ?                                 | Lightning Ball |

Eugenia nutzte die Katalognummer 1001 zweimal. Möglicherweise existiert noch eine dritte Lightning-Ball-Single.

### Alben
- 1993: Below the Dixie Line